# Wright R-790 Whirlwind
Wright R-790 Whirlwind foi uma série de motores radial de nove cilindros refrigerado a ar, construído pela Wright Aeronautical, com um deslocamento de 12,91 L e produzindo cerca de 200 hp (149 kW). Estes motores foram os primeiros membros da família de motores Wright Whirlwind.

## Projeto e desenvolvimento
O R-790 Whirlwind iniciou como o Lawrance J-1, um motor radial de nove cilindros refrigerado a ar construído em 1921 pela Lawrance Aero Engine Company para a Marinha dos Estados Unidos A Marinha estava tão entusiasmada com motores refrigerados a ar, que achou ser melhor aplicável para o uso naval em relação a motores refrigerados a água. Entretanto, a Lawrance era uma pequena empresa e a Marinha estava preocupada com sua capacidade de produzir motores suficientes para sua demanda. Apesar das cobranças por parte da Marinha, as principais fabricantes de motores aeronáuticos dos Estados Unidos, Wright e Curtiss, estavam satisfeitos com seus motores refrigerados a água e não demonstraram interesse na construção de motores refrigerados a ar. Mas pelo fato de a Marinha já ser um grande comprador dos motores Wright, foi decidido forçar a Wright a comprar a Lawrance e construir o J-1 por si própria, informando à empresa que caso contrário não iria mais comprar de seus motores ou peças. Para manter o negócio com a Marinha, a Wright foi então compelida a comprar a Lawrance em 1923 e o Lawrance J-1 tornou-se Wright J-1.
Na época da fusão da Lawrance com a Wright, ela já havia desenvolvido o J-2, uma versão mais potente do J-1 com o diâmetro dos cilindros e o deslocamento um pouco maiores. Entretanto, a Lawrance decidiu que o J-1 já era grande o suficiente, e o J-2 nunca entrou em produção; apenas duas unidades foram construídas.
Pelos próximos dois anos, a Wright gradualmente refinaria o motor J-1, introduzindo o J-3, J-4, J-4A, e J-4B. As mudanças melhoraram a confiabilidade do motor, refrigeração e consumo de combustível, mas o projeto básico, dimensões e desempenho mantiveram-se inalterados.
O J-4 foi o primeiro motor a receber o nome "Redemoinho" (em inglês:  Whirlwind); os anteriores não tiveram um nome, apenas uma designação.
O J-5 Whirlwind, introduzido em 1925, foi um completo redesenho do motor, melhorando consideravelmente sua refrigeração e admissão de ar, aumentando ainda mais sua confiabiliade e reduzindo seu consumo de combustível. Dentre as mudanças visíveis, havia uma separação bem maior entre as válvulas, para um melhor fluxo de ar de refrigeração, com as válvulas e os balancins totalmente fechados, ao contrário dos modelos anteriores onde ficavam expostos.
O Governo dos Estados Unidos posteriormente designou o J-5 Whirlwind como R-790, mas não aplicou esta designação aos modelos anteriores.
Todos estes motores tinham um diâmetro de 11,4 cm, um curso de 14,0 cm e um deslocamento de 12,91 L. 
Em um relato de 1928 sobre a aviação transcontinental, o autor notou que um avião comercial de cinco assentos custava US$ 12.500, dos quais US$ 5.000 era para um dos 350 motores Whirlwind de 200 hp (149 kW) disponíveis naquele ano. O J-5 foi o último dos originais Whirlwind de nove cilindros. Em 1928, foi substituído pela versão de sete cilindros do Whirlwind J-6

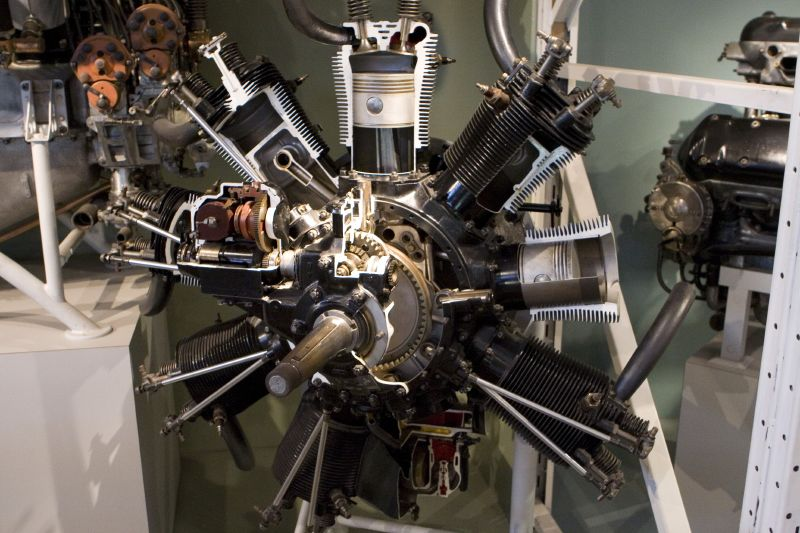
Wright J-4B parcialmente seccionado no Museu de Aviação e Espaço do Canadá
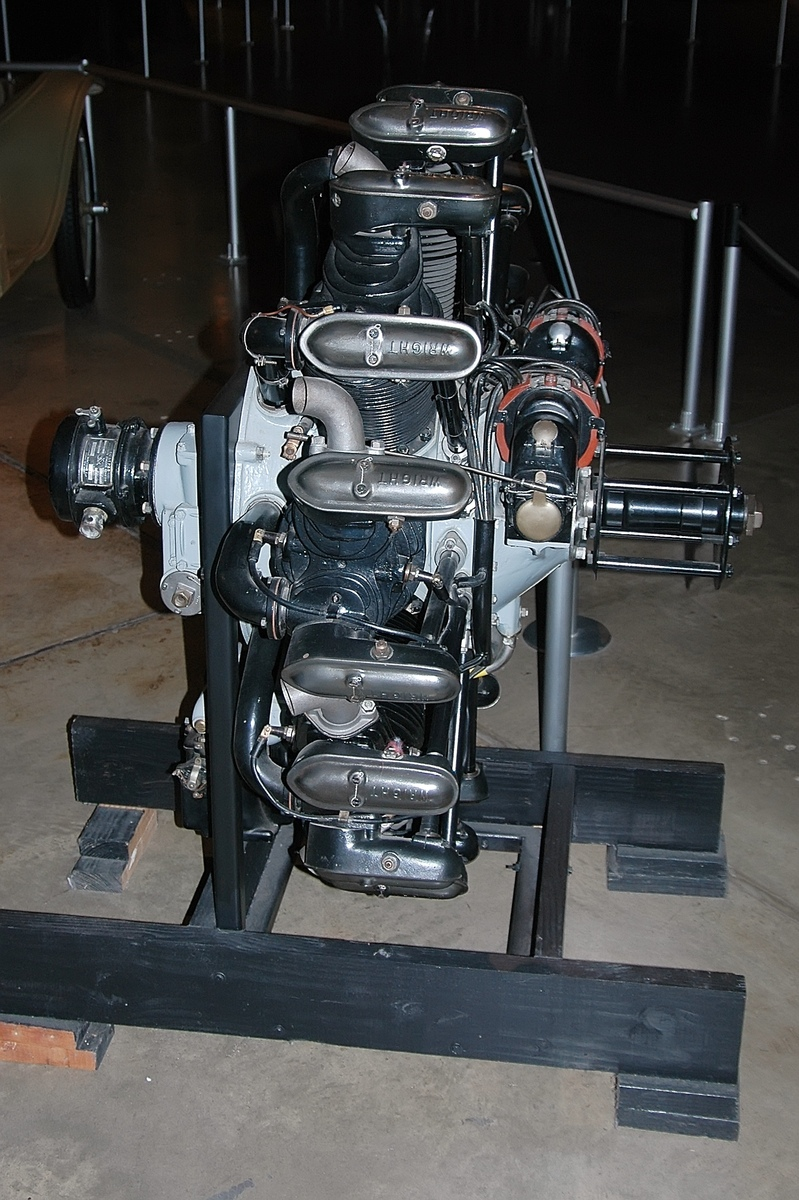
Vista lateral do R-790 (J-5) no museu da Força Aérea dos Estados Unidos

## Histórico operacional
Muitos motores Whirlwind foram usados em aeronaves da Marinha dos Estados Unidos, principalmente em aviões de treinamento, mas também em alguns aviões de caça e de observação baseados em navios. A medida que os motores foram sendo refinados e sua reputação de confiabilidade aumentava, seu uso foi expandido para os aviões de treinamento do Exército dos Estados Unidos e uma ampla gama de aeronaves civis, incluindo as primeiras versões dos aviões comerciais Fokker F.VII e Ford Trimotor.
A confiabilidade do J-5 Whirlwind também levou os aviadores a baterem vários recordes de distância e alcance. O mais famoso destes foi o voo transatlântico solo de Charles Lindbergh de Nova Iorque a Paris em 20-21 de maio de 1927, no Spirit of St. Louis, motorizado com um único Whirlwind J-5C. Durante o voo de Lindbergh, o motor funcionou continuamente por 33,5 horas. O feito de Lindbergh aumentou ainda mais a já boa reputação do Whirlwind.
Alguns outros voos históricos de longa duração feitos em aeronaves motorizadas com o J-5 Whirlwind foram: 
- Clarence Chamberlin e Bert Acosta fizeram um voo recorde de duração, com 51 horas, 11 minutos e 25 segundos em um monomotor Wright-Bellanca WB-2 sobre a cidade de Nova Iorque em abril de 1927.
- Chamberlin e Charles Levine voaram um voo sem parada de Nova Iorque a Eisleben, Alemanha, no mesmo Wright-Bellanca em 4-6 de junho de 1927, em um voo que durou 42,5 horas (3 920 mi (6 310 km))
- O primeiro voo bem-sucedido dos Estados Unidos continental para o Havaí foi feito por Albert Hegenberger e Lester Maitland no Fokker C-2 Bird of Paradise de Oakland, Califórnia para Honolulu, Havaí nos dias 28-29 de junho de 1927, com a duração de 25 horas e 50 minutos (2 400 mi (3 860 km)).
- O primeiro voo atravessando o Oceano Pacífico foi feito por Sir Charles Kingsford Smith no Fokker F.VII Southern Cross, de Oakland para Brisbane, Austrália, com paradas no Havaí e Fiji, de 31 de maio a 9 de junho de 1928. A etapa de Havaí para Fiji levou 34,5 horas sobre 3 100 mi (4 990 km) de pleno oceano.
- Um voo recorde de duração de 150 horas, 40 minutos e 14 segundos foi feito pelo Exército dos Estados Unidos no Fokker C-2A Question Mark sobre o sul da Califórnia de 1 a 7 de janeiro de 1929. Foi alcançado com o auxílio de reabastecimento aéreo, encerrando apenas quando falhas nas válvulas, afetando os motores do nariz e do lado direito.

Charles L. Lawrance, que desenvolveu a série original do Whirlwind e tornou-se presidente da Wright, venceu o Troféu Collier de 1927 por seu trabalho em motores radiais refrigerados a ar.

## Versões produzidas sob licença
O J-5 Whirlwind foi construído pela Hispano-Suiza na França.
Foi também produzido sob licença na Polônia por diversos fabricantes. Dentre estes estava a Polskie Zakłady Skody, braço polonês da Škoda Works, que construiu cerca de 350 a 400 motores entre 1929 e 1931, e a Avia, que fabricou outros 300 motores de 1935 a 1938. Os J-5 poloneses foram usados em diversas aeronaves polonesas, em sua maioria aeronaves militares de treinamento, de observação e de ligação.

## Variantes
- J-1: Lawrance J-1, construído pela Wright Aeronautical em 1923.
- J-3: primeira versão refinada da Wright, 1923.
- J-4: versão melhorada, 1924. Primeira variante a receber o nome "Whirlwind".
- J-4A, J-4B: refinamentos do J-4.
- J-5 (R-790): redesenho completo com melhor confiabilidade e desempenho, 1925.

## Aplicações

### Aeronaves dos Estados Unidos
- Boeing NB
- Buhl-Verville CA-3 Airster (J-4)
- Buhl-Verville CA-3A Airster (J-5)
- Consolidated NY
- Consolidated O-17
- Consolidated PT-3
- Curtiss AT-5 Hawk
- Curtiss N2C-1 Fledgling
- Curtiss-Wright CW-14 Osprey
- Fairchild FC-2
- Fokker F.VII
- Fokker Universal
- Ford Trimotor4-AT
- Keystone Pronto
- Lockheed Vega
- Hamilton H-18
- Naval Aircraft Factory N3N-1 Canary
- New Standard D-25
- Pitcairn Mailwing
- Ryan B-1 Brougham
- Spirit of St. Louis
- Stearman NS-1
- Stearman C2B
- Stearman C3B
- Stinson Detroiter SB-1 e SM-1
- Stinson Junior SM-2AB
- Swallow New Swallow
- Texas-Temple Aero C-4
- Texas-Temple Commercial Wing
- Travel Air 2000
- Travel Air 3000
- Travel Air 4000
- Vought FU
- Vought UO
- Waco 10

### Aeronaves polonesas, usando motores construídos na Polônia
- Bartel BM-5d
- Lublin R-X
- Lublin R-XIII
- PWS-18
- PWS-26
- PZL Ł.2

### Aeronaves de outros países
- Heinkel HD.20
- Nieuport-Delage NiD 640

## Motores em exibição
Alguns museus que possuem o motor J-5 (ou o militar R-790 equivalente) em exibição: 
- Museu Nacional do Ar e Espaço em Washington, D.C..[9]
- Museu Nacional da Força Aérea dos Estados Unidos próximo a Dayton (Ohio).[10][11][12] (Este motor, com a imagem acima, foi um dos três usados no voo do Bird of Paradise para o Havaí.)
- Museu Nacional da Aviação Naval, próximo a Pensacola (Flórida).[13]
- Museu EAA AirVenture em Oshkosh (Wisconsin).[14]
- Aeródromo Old Rhinebeck em Rhinebeck, Nova Iorque,[15] com um deles sendo utilizado na reprodução de Ryan NYP de um Spirit of St. Louis aeronavegável.
- Um Wright J-5-CA está em exibição pública no Museu Aeroespacial da Califórnia.

Também está em exibição no Aeroporto Internacional de São Francisco, no terminal internacional. Whirlwinds mais antigos são mais difíceis de encontrar em exibição. O Museu Nacional de Aviação Naval possui dois J-4, dos quais um é cortado. O Museu do Ar da Nova Inglaterra em Windsor Locks possui um Lawrance J-1, o antecessor direto do Whirlwind.